# Luiz Eduardo Oliveira
Luiz Eduardo de Oliveira (Rio de Janeiro) conhecido pela alcunha de Leo, é um autor de histórias em quadrinhos franco-brasileiro.

## Biografia
Apaixonado por desenho, ingressou na universidade e estudou Engenharia.
Em 1971, ele saiu do Brasil por causa da Ditadura Militar. Refugiado no Chile, ele teve de novamente fugir um ano depois, para a Argentina desta vez, após o golpe que derruba o presidente Salvador Allende em favor de Augusto Pinochet. Ele finalmente retornou ao Brasil em 1974, clandestinamente. 
Desenhando para publicidade em São Paulo, em 1975, publicou sua primeira história em quadrinhos, A Terra, roteirizada por Dirceu Amadio, publicada na sexta edição da revista O Bicho. Ele emigrou para a França em 1981 para fazer quadrinhos. No entanto, a indústria de quadrinhos franco-belga estava em uma das piores crises da sua história, obrigando-a a recuar para a publicidade. No entanto, ele publicou algumas páginas nas revistas L'Echo des Savanes em 1982 e Pilote em 1985.
Em 1986, ele começou com Jean-Claude Forest, uma colaboração frutífera com várias publicações juvenis para o grupo Bayard Presse. Ele desenhou histórias reais para o periódico Okapi. Para Astrapi, ele produziu seu primeiro álbum, Gandhi, le pèlerin de la paix (roteirizado pot Benoit Marchon), que traça a vida de Mahatma Gandhi.
Em 1988, o roteirista Rodolphe oferece a uma oportunidade para Leo para desenhar suas histórias, que ele aceita. Isto o levou a uma colaboração duradoura desde até 2013, após oito volumes publicados na série Trent e cinco séries no Kenya que, posteriormente, seguidas por Namibia e Amazon.
Em 1993, ele conseguiu realizar um projeto antigo: ser roteirista, desenhista e colorista de sua própria série,  Mondes d'Aldébaran. Após a publicação de cinco volumes de Aldebaran, em 2000, ele lançou Betelgeuse, que é nomeado em 2004 na categoria série no prêmio realizado no Festival Internacional de Quadrinhos de Angoulême. Segue um novo arco de história, Antares, de 2007 a 2015, e uma série paralela Survivants (anomalies quantiques), a partir de 2011, o que converge com a trama principal em 2018 com o lançamento de Retour sur Aldébaran.
Em 2007, Icar, pseudônimo de Francard, desenhista de Fatum (1996) e Anamorphose  (2005), Leo pede a ele para escrever um roteiro. Esta colaboração dá origem a Terres lointaines, uma história de ficção científica que também acontece em um planeta colonizado.

## Estilo
O desenho de Leo consiste em características simples. Sem floreios ou detalhes, próximo da linha clara franco-belga.
Especializado em ficção científica, Leo distingue-se pelo uso de vastas cenas com uma linha refinada; muitas vezes envolve criaturas estranhas, detalhadas, por exemplo, no Bestiário dos mundos de Aldebaran.

## Ligações Externas
- «Sítio oficial»
- Luiz Eduardo Oliveira no Facebook
- Luiz Eduardo Oliveira no Instagram
- Leo Dargaud
- Leo Lambiek